# Construcción para un encuentro

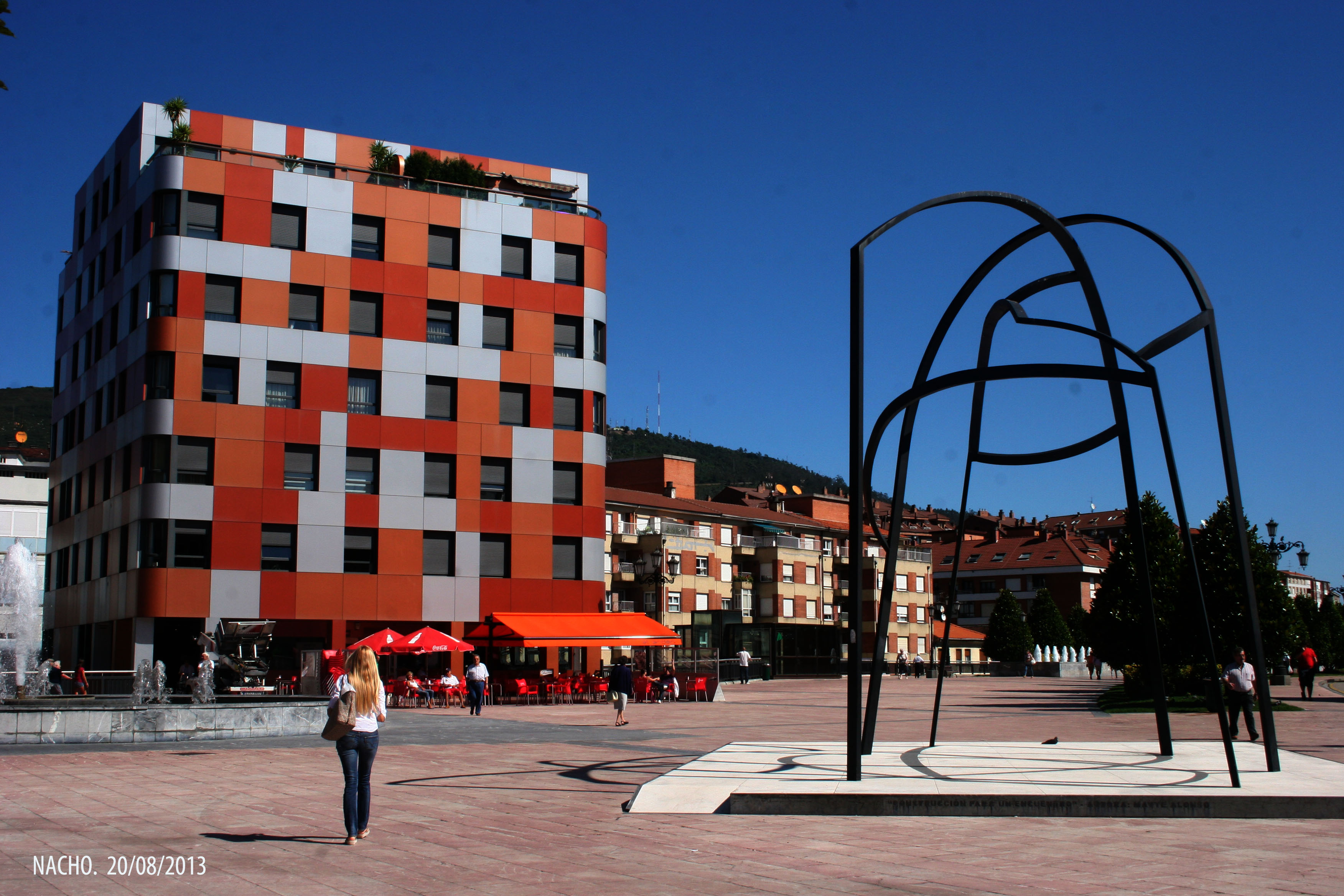
Vista de Construcción para un encuentro.

La escultura urbana conocida como Construcción para un encuentro, ubicada en uno de los extremos del paseo de La Losa de Renfe (Oviedo), en las proximidades de la calle Independencia, en la ciudad de Oviedo, Principado de Asturias, España (lo cual es perfecto para la finalidad que la autora pretendía con la obra, interaccionar con cada ciudadano), es una de las más de un centenar que adornan las calles de la mencionada ciudad española.
El paisaje urbano de esta ciudad se ve adornado por obras escultóricas, generalmente monumentos conmemorativos dedicados a personajes de especial relevancia en un primer momento, y más puramente artísticas desde finales del siglo XX.
La escultura, hecha en acero corten, es obra de Mayte Alonso, y está datada en 2008. Esta escultura fue premiada en 2007 en la primera edición del Premio Internacional Sacejo de Escultura que otorga la empresa Sacejo Construcciones y Promociones (SCP) Esta empresa donó la escultura a la ciudad de Oviedo, con la intención de  homenajear con ello a los profesionales de la construcción.
Se trata de una singular obra compuesta por varios arcos entrecruzados de acero corten con seis patas sobre las que apoyarse, que se eleva  en cuanto a penas del suelo, sobre una plataforma, de piedra caliza blanca, como un templete, con su sombra impresa en el suelo, tallada en mármol negro. Mayte Alonso la considera que la obra evoca a la típica mina del paisaje de Asturias. El pedestal sobre el que se sustenta la escultura presenta inscripciones en todos sus laterales: "CONSTRUCCIÓN PARA UN ENCUENTRO" - AUTORA: MAYTE ALONSO", "CIMENTARON LA TIERRA E HICIERON CAMINOS, ECHARON RAÍCES Y EN ELLAS FUNDIERON ILUSIONES, CREATIVIDAD, ESFUERZO Y... VIDA", "A LOS PROFESIONALES DE LA CONSTRUCCIÓN" y "ERIGIDO POR INICIATIVA Y PATROCINIO DE SACEJO (SCP) Y CEDIDO A LA CIUDAD DE OVIEDO SIENDO SU ALCALDE DON GABINO DE LORENZO FERRERA, mayo de 2008”.